# أرشيبالد جي. ماكلين
أرشيبالد جي. ماكلين هو سياسي كندي، ولد في 1860 في West Elgin, Ontario ‏ في كندا، وتوفي في 1933. نشط حزبياً في الحزب الليبيرالي الألبرتي. وقد انتخب عضو الجمعية التشريعية في ألبرتا ‏.